# Kovácshida
Kovácshida é um município da Hungria, situado no condado de Baranya. Tem 8,09 km² de área e sua população em 2019 foi estimada em 256 habitantes.